# Liste der Biografien/Kalm
Liste der Biografien |
Portal Biografien |
Personensuche
# |
A |
B |
C |
D |
E |
F |
G |
H |
I |
J |
K |
L |
M |
N |
O |
P |
Q |
R |
S |
T |
U |
V |
W |
X |
Y |
Z |
?
 
Ka |
Kb |
Kc |
Kd |
Ke |
Kf |
Kg |
Kh |
Ki |
Kj |
Kl |
Km |
Kn |
Ko |
Kp |
Kr |
Ks |
Kt |
Ku |
Kv |
Kw |
Ky |
Kx |
Kz
 
Kaa–Kag |
Kah |
Kai |
Kaj |
Kak |
Kal |
Kam |
Kan |
Kao |
Kap |
Kar |
Kas |
Kat |
Kau |
Kav |
Kaw |
Kay |
Kaz
 
Kala |
Kalb |
Kalc |
Kald |
Kale |
Kalf |
Kalh |
Kali |
Kalj |
Kalk |
Kall |
Kalm |
Kaln |
Kalo |
Kalp |
Kals |
Kalt |
Kalu |
Kalv |
Kalw |
Kaly |
Kalz
Die Liste der Biografien führt alle Personen auf, die in der deutschsprachigen Wikipedia einen Artikel haben. Dieses ist eine Teilliste mit 79 Einträgen von Personen, deren Namen mit den Buchstaben „Kalm“ beginnt.

## Kalm
- Kalm, August von (1756–1827), badischer Landvogt, Kreisdirektor und Staatsrat
- Kalm, Ernst (* 1940), deutscher Agrarwissenschaftler und Hochschullehrer
- Kalm, Hans (1889–1981), estnisch-finnischer Militär
- Kalm, Jürgen (1609–1657), deutscher Gewandschneider und Kaufmann
- Kalm, Mart (* 1961), estnischer Architekturhistoriker
- Kalm, Otto-Tile von (1889–1986), deutscher Generalmajor im Zweiten Weltkrieg
- Kalm, Pehr (1716–1779), finnisch-schwedischer Naturforscher und Wirtschaftswissenschaftler
- Kalm, Volli (1953–2017), estnischer Geologe

### Kalma
- Kalma, Annalies (* 2003), neuseeländische Sprinterin
- Kalma, Douwe (1896–1953), Autor, Dichter, und Leiter der Jongfryske Mienskip
- Kalma, Fenna (* 1999), niederländische Fußballspielerin
- Kalmadi, Suresh (* 1944), indischer Politiker und Sportfunktionär
- Kalmakow, Nikolai (1873–1955), russischer Zeichner, Maler und Bühnenbildner
- Kalman, Attila (* 1968), ungarischer Kirchenmusiker, Dirigent, Chorleiter und Organist
- Kálmán, Charles (1929–2015), österreichischer Film- und Bühnenkomponist
- Kálmán, Emmerich (1882–1953), ungarischer KomponistEmmerich Kálmán (1882–1953)

Emmerich Kálmán (1882–1953)

- Kalman, Jean (* 1945), französischer Lichtdesigner
- Kalman, Maira (* 1949), US-amerikanische Autorin und Künstlerin
- Kálmán, Peter (1877–1948), ungarischer Maler
- Kálmán, Peter (* 1970), ungarischer Opernsänger (Bariton)
- Kálmán, Rudolf (1930–2016), US-amerikanischer Mathematiker ungarischer Herkunft
- Kalman, Tibor (1949–1999), ungarischer Grafikdesigner
- Kálmán, Vera († 1999), russische Filmschauspielerin und Autorin
- Kalmančok, Dušan (* 1945), slowakischer Astronom und Asteroidenentdecker
- Kalmanovitch, Tanya (* 1970), kanadische Jazz- und Improvisationsmusikerin
- Kalmanovitch, Zelig (1885–1943), lettischer jüdischer Philologe und Übersetzer
- Kalmanowitsch, Moissei Iossifowitsch (1888–1937), sowjetischer Politiker
- Kalmanowitsch, Schabtai Genrichowitsch (1947–2009), russischer Unternehmer, Sportmäzen, Vorstandsvorsitzender des Frauen-Basketballteams von Spartak Moskau
- Kalmanson, Labori Gilelewitsch (1901–1937), sowjetischer Schriftsteller und Literaturkritiker
- Kalmar, Annie (1877–1901), deutsche Theaterschauspielerin
- Kalmar, Bert (1884–1947), US-amerikanischer Songwriter
- Kalmar, Carlos (* 1958), österreichisch-uruguayischer Dirigent
- Kalmár, Eugen (1873–1937), ungarischer Ethnograph, Afrikaforscher, Sammler
- Kalmar, Fritz (1911–2008), österreichischer Exil-Autor
- Kalmár, János (* 1937), österreichischer Fotograf
- Kalmár, János (* 1942), ungarischer Säbelfechter
- Kalmár, Jenő (1908–1990), ungarischer Fußballspieler und -trainer
- Kalmár, László (1905–1976), ungarischer Mathematiker und Informatiker
- Kalmár, Peter (* 1934), deutscher Herzchirurg
- Kalmar, Rudolf junior (1900–1974), österreichischer Journalist und Schriftsteller
- Kalmar, Rudolf senior (1870–1939), österreichischer Journalist und Schriftsteller
- Kalmár, Zsolt (* 1995), ungarischer Fußballspieler
- Kalmar-Wolf, Paula (1880–1931), österreichische Schachspielerin

### Kalmb
- Kalmbach, Gudrun (1937–2025), deutsche Mathematikerin und HochschullehrerinGudrun Kalmbach (1937–2025)

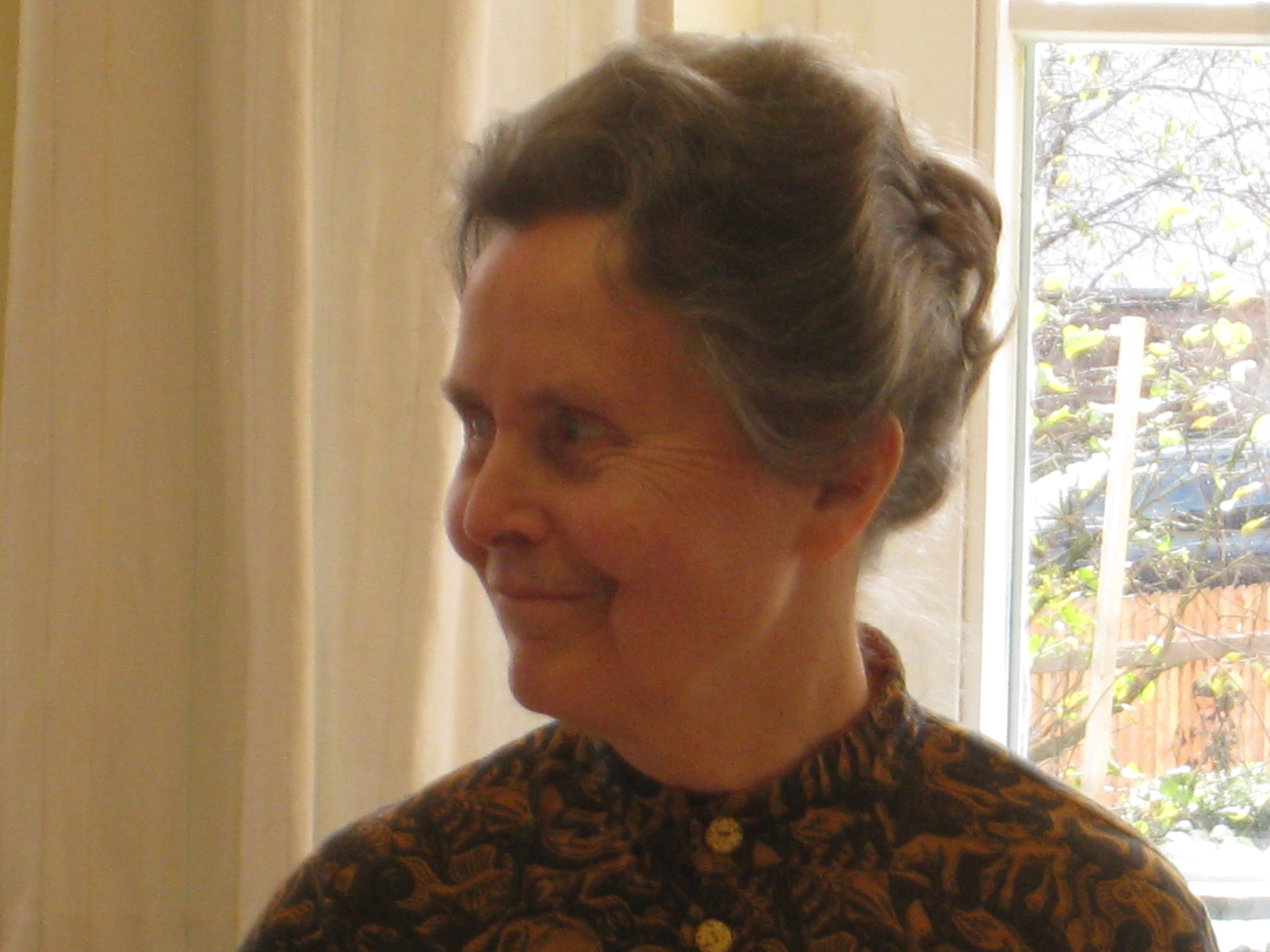
Gudrun Kalmbach (1937–2025)

- Kalmbach, Ilona (* 1955), deutsche Journalistin sowie Dokumentarfilmerin
- Kalmbach, Karl (* 1936), deutscher evangelischer Missionar und Autor
- Kalmbach, Michael (* 1962), deutscher Maler und Bildhauer
- Kalmbach, Peter (* 1940), deutscher Ökonom
- Kalmbach, Selina (* 1998), deutsche Handballspielerin
- Kalmbach, Ulrich (* 1959), deutscher Historiker und Museologe
- Kalmbacher, Jochem (* 1964), deutscher Politiker (DIE VIOLETTEN)
- Kalmbacher, Jules (* 1990), deutscher Songwriter, Musikproduzent, Filmkomponist und Unternehmer

### Kalme
- Kalmer, Josef (1898–1959), österreichischer Journalist und Schriftsteller
- Kalmer, René (* 1980), südafrikanische Mittel- und Langstreckenläuferin
- Kalmer, Theresa (* 1991), deutsche Politikerin (Bündnis 90/Die Grünen), Sprecherin der Grünen JugendTheresa Kalmer (* 1991)

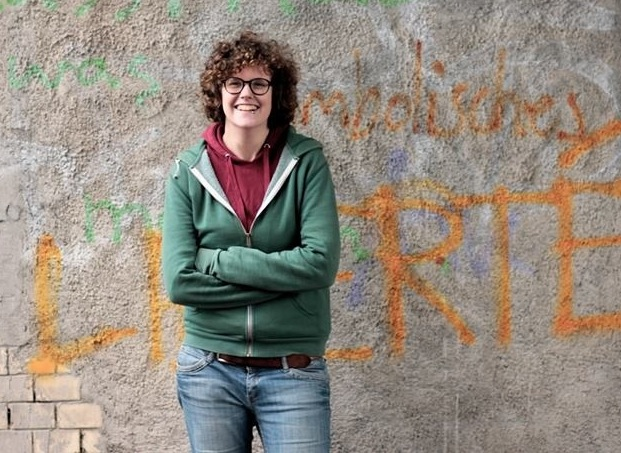
Theresa Kalmer (* 1991)

### Kalmi
- Kalmış, Ömer Faruk (* 1994), deutsch-türkischer Fußballspieler

### Kalmo
- Kalmoe, Megan (* 1983), US-amerikanische Ruderin
- Kalmowicz, Rudolf (1915–2007), deutscher Filmproduzent, Kinobetreiber und Unternehmer

### Kalmr
- Kalmring, Gerhard (* 1919), deutscher LDPD-Funktionär, MdV
- Kalmring, Gottfried (1840–1895), deutscher Landwirt und Bürgermeister, MdR

### Kalms
- Kalms, Stanley, Baron Kalms (1931–2025), britischer Unternehmer und Peer
- Kalmsteiner, Johann (1845–1897), österreichischer Bildhauer

### Kalmu
- Kalmück, Feodor Iwanowitsch († 1832), kalmückisch-deutscher Maler und Kupferstecher
- Kalmuczak, Rolf (1938–2007), deutscher Schriftsteller
- Kalmus, Ain (1906–2001), estnischer Schriftsteller und Theologe
- Kalmus, Alfred (1889–1972), österreichisch-britischer Musikverleger
- Kalmus, Ernst (1874–1959), deutscher Nervenarzt
- Kalmus, George (* 1935), britischer Physiker
- Kalmus, Herbert (1881–1963), US-amerikanischer Wissenschaftler und Geschäftsmann
- Kalmus, Krista, US-amerikanische Schauspielerin
- Kalmus, Paul (1864–1940), deutscher Geistlicher, Generalsuperintendent für den Ostsprengel der Kirchenprovinz Pommern
- Kalmus, Peter (* 1933), britischer Physiker
- Kalmus, Werner (1892–1971), deutscher Jurist und Landrat
- Kalmuth, Mirya (* 1981), deutsche Schauspielerin

### Kalmy
- Kalmykow, Amur Arsenowitsch (* 1994), russischer Fußballspieler
- Kalmykow, Betal Edykowitsch (1893–1940), sowjetischer Staats- und Parteifunktionär
- Kalmykow, Kostjantyn (* 1978), ukrainischer Eishockeyspieler
- Kalmykowa, Alexandra Michailowna (1850–1926), russische bzw. sowjetische Pädagogin und Hochschullehrerin
- Kalmykowa, Marija Lwowna (* 1978), russische Basketballspielerin